# Indian-sziget (Washington)
Az Indian-sziget az Amerikai Egyesült Államok északnyugati részén, Washington állam Jefferson megyéjében elhelyezkedő sziget és önkormányzat nélküli település. A 2000. évi népszámláláskor 44 lakosa volt.
A szigeten a haditengerészet egyik fegyverraktára van; az itt zajló tevékenység ellen környezetvédelmi és békepárti aktivisták is felemelték a hangjukat. A terület civilek által nem látogatható.

## Fordítás
- Ez a szócikk részben vagy egészben  az   Indian Island, Washington című angol Wikipédia-szócikk ezen változatának fordításán alapul.  Az eredeti cikk szerkesztőit annak laptörténete sorolja fel. Ez a jelzés csupán a megfogalmazás eredetét és a szerzői jogokat jelzi, nem szolgál a cikkben szereplő információk forrásmegjelöléseként.